# Josip Juranović
Josip Juranović (Zagreb, 16 augustus 1995) is een Kroatisch voetballer die doorgaans speelt als rechtsback. In januari 2023 verruilde hij Celtic voor Union Berlin. Juranović maakte in 2017 zijn debuut in het Kroatisch voetbalelftal.

## Clubcarrière
Juranović speelde in de jeugd van Dubrava en na een kort uitstapje naar Croatia Sesvete keerde hij weer terug bij Dubrava. Deze club verliet hij in 2014 voor Hajduk Split. In eerste instantie speelde hij voornamelijk in het belofteteam, maar aan het einde van het seizoen 2015/16 werd hij overgeheveld naar het eerste elftal. Hier speelde hij zijn eerste professionele wedstrijd op 18 april 2015, toen in de 1. HNL met 1–2 verloren werd van HNK Rijeka. Fran Tudor opende net voor rust de score namens Hajduk, maar door treffers van Ivan Tomečak en Marko Vešović werd alsnog verloren. Juranović mocht als basisspeler aan het duel beginnen en hij speelde de volle negentig minuten mee.
In juli 2020 werd de vleugelverdediger voor een bedrag van circa vierhonderdduizend euro overgenomen door Legia Warschau, waar hij zijn handtekening zette onder een verbintenis voor de duur van drie seizoenen met een optie op een seizoen extra. Juranović vertrok na een jaar alweer uit Warschau, waar Legia een winst maakte op hem. Voor drie miljoen euro trok hij naar Celtic, dat hem een contract tot medio 2026 voorschotelde. Na anderhalf jaar in Schotland verkaste de vleugelverdediger voor een bedrag van circa achtenhalf miljoen naar Union Berlin, dat hem vastlegde tot medio 2027. Met dit aankoopbedrag werd Juranović de duurste aankoop in de clubgeschiedenis.

## Clubstatistieken
| Seizoen | Club           | Competitie  | Competitie | Competitie | Beker | Beker | Internationaal | Internationaal | Totaal | Totaal |
| Seizoen | Club           | Competitie  | Wed.       | Dlp.       | Wed.  | Dlp.  | Wed.           | Dlp.           | Wed.   | Dlp.   |
| ------- | -------------- | ----------- | ---------- | ---------- | ----- | ----- | -------------- | -------------- | ------ | ------ |
| 2014/15 | Hajduk Split   | 1. HNL      | 6          | 0          | 1     | 0     | —              | —              | 2      | 0      |
| 2015/16 | Hajduk Split   | 1. HNL      | 31         | 1          | 4     | 0     | 3              | 0              | 38     | 0      |
| 2016/17 | Hajduk Split   | 1. HNL      | 18         | 0          | 3     | 0     | 4              | 0              | 25     | 0      |
| 2017/18 | Hajduk Split   | 1. HNL      | 27         | 0          | 2     | 0     | 4              | 0              | 33     | 0      |
| 2018/19 | Hajduk Split   | 1. HNL      | 22         | 0          | 2     | 0     | 4              | 0              | 28     | 0      |
| 2019/20 | Hajduk Split   | 1. HNL      | 32         | 2          | 1     | 0     | 1              | 0              | 34     | 2      |
| 2020/21 | Legia Warschau | Ekstraklasa | 26         | 1          | 4     | 0     | 2              | 0              | 32     | 1      |
| 2021/22 | Legia Warschau | Ekstraklasa | 2          | 0          | 1     | 0     | 6              | 1              | 9      | 1      |
| 2021/22 | Celtic         | Premiership | 26         | 3          | 5     | 0     | 4              | 2              | 35     | 5      |
| 2022/23 | Celtic         | Premiership | 10         | 1          | 2     | 0     | 6              | 0              | 18     | 1      |
| 2022/23 | Union Berlin   | Bundesliga  | 12         | 2          | 2     | 0     | 4              | 2              | 18     | 4      |
| 2023/24 | Union Berlin   | Bundesliga  | 21         | 0          | 1     | 0     | 5              | 0              | 27     | 0      |
| 2024/25 | Union Berlin   | Bundesliga  | 17         | 0          | 0     | 0     | —              | —              | 17     | 0      |
| Totaal  | Totaal         | Totaal      | 250        | 10         | 28    | 0     | 43             | 5              | 321    | 15     |

Bijgewerkt op 18 juni 2025.

## Interlandcarrière
Juranović maakte zijn debuut in het Kroatisch voetbalelftal op 14 januari 2017, toen een vriendschappelijke wedstrijd gespeeld werd tegen China. Door doelpunten van Luka Ivanušec en Wang Jingbin werd het 1–1. Juranović mocht van bondscoach Ante Čačić in de basis beginnen en hij speelde het gehele duel mee. De andere Kroatische debutanten dit duel waren Andrej Prskalo (HNK Rijeka) en Toni Datković (FC Koper). Juranović werd in mei 2021 door bondscoach Zlatko Dalić opgenomen in de Kroatische selectie voor het uitgestelde EK 2020. Op het toernooi werd Kroatië in de achtste finales uitgeschakeld door Spanje (3–5 na verlenging). Daarvoor werd in de groepsfase verloren van Engeland (1–0), gelijkgespeeld tegen Tsjechië (1–1) en gewonnen van Schotland (3–1). Juranović speelde mee tegen Schotland en Spanje. Zijn toenmalige teamgenoot Tomáš Pekhart (Tsjechië) was ook actief op het EK.
In oktober 2022 werd Juranović door Dalić opgenomen in de voorselectie van Kroatië voor het WK 2022. Anderhalve week later behoorde hij ook tot de definitieve selectie. Tijdens dit WK behaalde Kroatië de derde plek door na een uitschakeling tegen Argentinië in de halve finales te winnen van Marokko. In de groepsfase was gewonnen van Canada en gelijkgespeeld tegen Marokko en België. Daarna werd op strafschoppen gewonnen van Japan en Brazilië. Juranović speelde in zes wedstrijden mee. Zijn toenmalige clubgenoten Cameron Carter-Vickers (Verenigde Staten), Aaron Mooy (Australië) en Daizen Maeda (Japan) waren ook actief op het toernooi.
Juranović werd in mei 2024 door Dalić opgenomen in de Kroatische selectie voor het EK 2024 in Duitsland. Kroatië werd in de groepsfase uitgeschakeld na een nederlaag tegen Spanje (3–0) en gelijke spelen tegen Albanië (2–2) en Italië (1–1). Juranović kwam op het EK in twee duels in actie. Zijn toenmalige clubgenoten András Schäfer (Hongarije) en Frederik Rønnow (Denemarken) waren ook actief op het toernooi.
| Interlands van Josip Juranović voor Kroatië | Interlands van Josip Juranović voor Kroatië | Interlands van Josip Juranović voor Kroatië | Interlands van Josip Juranović voor Kroatië | Interlands van Josip Juranović voor Kroatië | Interlands van Josip Juranović voor Kroatië |
| №                                           | Datum                                       | Wedstrijd                                   | Uitslag                                     | Competitie                                  | Goals                                       |
| Als speler bij Hajduk Split                 | Als speler bij Hajduk Split                 | Als speler bij Hajduk Split                 | Als speler bij Hajduk Split                 | Als speler bij Hajduk Split                 | Als speler bij Hajduk Split                 |
| ------------------------------------------- | ------------------------------------------- | ------------------------------------------- | ------------------------------------------- | ------------------------------------------- | ------------------------------------------- |
| 1                                           | 14 januari 2017                             | China – Kroatië                             | 1 – 1                                       | Vriendschappelijk                           |                                             |
| 2                                           | 19 november 2019                            | Kroatië – Georgië                           | 2 – 1                                       | Vriendschappelijk                           |                                             |
| Als speler bij Legia Warschau               |                                             |                                             |                                             |                                             |                                             |
| 3                                           | 11 november 2020                            | Turkije – Kroatië                           | 3 – 3                                       | Vriendschappelijk                           |                                             |
| 4                                           | 14 november 2020                            | Zweden – Kroatië                            | 2 – 1                                       | Nations League 2020/21                      |                                             |
| 5                                           | 17 november 2020                            | Kroatië – Portugal                          | 2 – 3                                       | Nations League 2020/21                      |                                             |
| 6                                           | 27 maart 2021                               | Kroatië – Cyprus                            | 1 – 0                                       | WK 2022 kwalificatie                        |                                             |
| 7                                           | 30 maart 2021                               | Kroatië – Malta                             | 3 – 0                                       | WK 2022 kwalificatie                        |                                             |
| 8                                           | 1 juni 2021                                 | Kroatië – Armenië                           | 1 – 1                                       | Vriendschappelijk                           |                                             |
| 9                                           | 22 juni 2021                                | Kroatië – Schotland                         | 3 – 1                                       | EK 2020                                     |                                             |
| 10                                          | 28 juni 2021                                | Kroatië – Spanje                            | 3 – 5 n.v.                                  | EK 2020                                     |                                             |
| Als speler bij Celtic                       |                                             |                                             |                                             |                                             |                                             |
| 11                                          | 1 september 2021                            | Rusland – Kroatië                           | 0 – 0                                       | WK 2022 kwalificatie                        |                                             |
| 12                                          | 4 september 2021                            | Slowakije – Kroatië                         | 0 – 1                                       | WK 2022 kwalificatie                        |                                             |
| 13                                          | 7 september 2021                            | Kroatië – Slovenië                          | 3 – 0                                       | WK 2022 kwalificatie                        |                                             |
| 14                                          | 11 november 2021                            | Malta – Kroatië                             | 1 – 7                                       | WK 2022 kwalificatie                        |                                             |
| 15                                          | 14 november 2021                            | Kroatië – Rusland                           | 1 – 0                                       | WK 2022 kwalificatie                        |                                             |
| 16                                          | 26 maart 2022                               | Kroatië – Slovenië                          | 1 – 1                                       | Vriendschappelijk                           |                                             |
| 17                                          | 3 juni 2022                                 | Kroatië – Oostenrijk                        | 0 – 3                                       | Nations League 2022/23                      |                                             |
| 18                                          | 6 juni 2022                                 | Kroatië – Frankrijk                         | 1 – 1                                       | Nations League 2022/23                      |                                             |
| 19                                          | 10 juni 2022                                | Denemarken – Kroatië                        | 0 – 1                                       | Nations League 2022/23                      |                                             |
| 20                                          | 13 juni 2022                                | Frankrijk – Kroatië                         | 0 – 1                                       | Nations League 2022/23                      |                                             |
| 21                                          | 22 september 2022                           | Kroatië – Denemarken                        | 2 – 1                                       | Nations League 2022/23                      |                                             |
| 22                                          | 23 november 2022                            | Marokko – Kroatië                           | 0 – 0                                       | WK 2022                                     |                                             |
| 23                                          | 27 november 2022                            | Kroatië – Canada                            | 4 – 1                                       | WK 2022                                     |                                             |
| 24                                          | 1 december 2022                             | Kroatië – België                            | 0 – 0                                       | WK 2022                                     |                                             |
| 25                                          | 5 december 2022                             | Japan – Kroatië                             | 1 – 1 (1 – 3 n.s.)                          | WK 2022                                     |                                             |
| 26                                          | 9 december 2022                             | Kroatië – Brazilië                          | 1 – 1 (4 – 2 n.s.)                          | WK 2022                                     |                                             |
| 27                                          | 13 december 2022                            | Argentinië – Kroatië                        | 3 – 0                                       | WK 2022                                     |                                             |
| Als speler bij Union Berlin                 |                                             |                                             |                                             |                                             |                                             |
| 28                                          | 25 maart 2023                               | Kroatië – Wales                             | 1 – 1                                       | EK 2024 kwalificatie                        |                                             |
| 29                                          | 28 maart 2023                               | Turkije – Kroatië                           | 0 – 2                                       | EK 2024 kwalificatie                        |                                             |
| 30                                          | 14 juni 2023                                | Nederland – Kroatië                         | 2 – 4                                       | Nations League 2022/23                      |                                             |
| 31                                          | 18 juni 2023                                | Kroatië – Spanje                            | 0 – 0 (4 – 5 n.s.)                          | Nations League 2022/23                      |                                             |
| 32                                          | 8 september 2023                            | Kroatië – Letland                           | 5 – 0                                       | EK 2024 kwalificatie                        |                                             |
| 33                                          | 15 oktober 2023                             | Wales – Kroatië                             | 2 – 1                                       | EK 2024 kwalificatie                        |                                             |
| 34                                          | 21 november 2023                            | Kroatië – Armenië                           | 1 – 0                                       | EK 2024 kwalificatie                        |                                             |
| 35                                          | 23 maart 2024                               | Tunesië – Kroatië                           | 0 – 0                                       | Vriendschappelijk                           |                                             |
| 36                                          | 26 maart 2024                               | Egypte – Kroatië                            | 2 – 4                                       | Vriendschappelijk                           |                                             |
| 37                                          | 3 juni 2024                                 | Kroatië – Noord-Macedonië                   | 3 – 0                                       | Vriendschappelijk                           |                                             |
| 38                                          | 19 juni 2024                                | Kroatië – Albanië                           | 2 – 2                                       | EK 2024                                     |                                             |
| 39                                          | 24 juni 2024                                | Kroatië – Italië                            | 1 – 1                                       | EK 2024                                     |                                             |
| 40                                          | 6 juni 2025                                 | Gibraltar – Kroatië                         | 0 – 7                                       | WK 2026 kwalificatie                        |                                             |

Bijgewerkt op 18 juni 2025.

## Erelijst
| Competitie     |                |                |                |                |
| Competitie     | Aantal         | Jaren          |                |                |
| Legia Warschau | Legia Warschau | Legia Warschau | Legia Warschau | Legia Warschau |
| -------------- | -------------- | -------------- | -------------- | -------------- |
| Ekstraklasa    | 1              | 2020/21        |                |                |
| Celtic         |                |                |                |                |
| Premiership    | 1              | 2021/22        |                |                |
| League Cup     | 1              | 2021/22        |                |                |